# Skipetr
Skipetr (russisch Скипетр, deutsch „Zepter“) war eine Heavy-Metal-Band aus der russischen Stadt Saratow.

## Geschichte
Die Gründung von Skipetr ging auf Dmitri Porezki zurück. Im Jahr 2009 veröffentlichte die Band ihr Debütalbum Символ власти („Symbol der Macht“).
Das Lied The Curse of Merlin wurde im Jahr 2011 in die Kompilation Now! That’s What I Call Metal 37 (zusammen mit Gruppen Serenity, Amon Amarth, Moonsorrow, Korpiklaani, Power Quest) aufgenommen.
Die Band arbeitete mit dem russischen Label Metalism Records.
Die Band löste sich im Mai 2015 auf.

## Diskografie

### Studioalben
- 2009: Символ власти („Symbol der Macht“)
- 2012: Переверни этот мир („Drehe diese Welt um“)
- 2014: Почувствуй себя живым („Fühle dich lebendig“)

### Singles
- 2010: Inter
- 2013: Кем ты стал? („Zu wem wurdest du?“)
- 2015:  Дарза („Darza“)
- 2015: Enfin